# Mythimna kurilensis
Mythimna kurilensis är en fjärilsart som beskrevs av Felix Bryk 1942. Mythimna kurilensis ingår i släktet Mythimna och familjen nattflyn. Inga underarter finns listade i Catalogue of Life.